# Stara Gora, Sveti Jurij ob Ščavnici
Stara Gora este o localitate din comuna Sveti Jurij ob Ščavnici, Slovenia, cu o populație de 71 de locuitori.